# أميلي بيرين
أميلي بيرين (بالفرنسية: Amélie Perrin)‏ هي رامية مطرقة فرنسية، ولدت في 30 مارس 1980 في درو (فرنسا) في فرنسا.

## وصلات خارجية
- أميلي بيرين على موقع الاتحاد الدولي لألعاب القوى (الإنجليزية)
- أميلي بيرين على موقع اللجنة الأولمبية الدولية (الإنجليزية)
- أميلي بيرين على موقع أوليمبيديا (الإنجليزية)
- أميلي بيرين على موقع اللجنة الأولمبية الفرنسية (مؤرشف) (الفرنسية)